# T'Keyah Crystal Keymáh
T'Keyah Crystal Keymáh, geboren als Crystal Walker (13 oktober 1962), is een Amerikaanse actrice, schrijver, regisseur, filmproducent, zangeres en komiek. Ook al is Keymáh een van de hoofdrolspeelsters van de sketchserie In Living Color van Fox, is ze bekend geworden door haar rol van Erica Lucas in de CBS-sitcom Cosby en als Tanya Baxter in de sitcom That's So Raven van Disney Channel.

## Levensloop
Keymáh werd geboren in Chicago, Illinois. Al vanaf haar derde jaar vermaakte ze haar familie met zingen, dansen en verhaaltjes voorlezen. Ze schreef haar eerste toneelstuk en haar eerste liedje op de basisschool. Tijdens en na haar studie gaf ze theater-, dans- en pantomimeles. Ze stond ook regelmatig op het toneel en regisseerde verscheidene films. Ze was Miss Black America in Illinois en werd tweede bij de nationale Miss Black America-verkiezing. Ze studeerde af aan de Florida Agricultural and Mechanical University (Florida A&M).

### Personages
- LaShawn
- Shawanda Harvey
- Mrs. Buttman (The Buttmans)
- Hilda Hedley (Hey Mon)
- Leslie Livingston (Homey the Clown)
- Cryssy (Black World)

### Imitaties
- Diana Ross
- LaToya Jackson
- Jackée Harry
- Jasmine Guy (als Whitley Gilbert in A Different World)
- Janet Jackson
- Pam Grier
- Ruby Dee
- Barbra Streisand
- Jean Stapleton
- Whoopi Goldberg
- Eartha Kitt
- Anita Baker
- Joi Lee
- Shahrazad Ali

## Filmografie
| Jaar      | Titel                                           | Rol                                            | Opmerkingen                                                            |
| --------- | ----------------------------------------------- | ---------------------------------------------- | ---------------------------------------------------------------------- |
| 2007–2008 | Jury Duty                                       | Herself                                        | 5 afleveringen                                                         |
| 2005–2006 | American Dragon: Jake Long                      | Trixi's Moeder en Marsha Brubert               | 3 afleveringen                                                         |
| 2004–2005 | Teen Titans                                     | Bumblebee                                      | 4 afleveringen (stem)                                                  |
| 2004      | My Wife and Kids                                | Realtor                                        | 1 aflevering                                                           |
| 2004      | The Creature of the Sunny Side Up Trailer Park  | Tonya                                          |                                                                        |
| 2002–2005 | That's So Raven                                 | Tanya Baxter                                   | 54 afleveringen, seizoenen 1-3 ("Mother Dearest" - "Food for Thought") |
| 2002–2003 | Static Shock                                    | Allie/Nails                                    | 2 afleveringen                                                         |
| 2001–2003 | Batman Beyond                                   | Dispatch Operator, Max, Old Lady, Makeba       | 3 afleveringen                                                         |
| 2001      | The Gilded Six Bit                              | Missy Mae                                      |                                                                        |
| 2000      | Tweety's High-Flying Adventure                  | Aoogah                                         | Stem                                                                   |
| 2000      | Happily Ever After: Fairy Tales for Every Child | Robber Girl, Grootmoeder                       | Snow Queen aflevering                                                  |
| 1998–1999 | Pinky and The Brain                             | Verpleegster, Zangers, Moeder en Kleine Jongen | 2 afleveringen                                                         |
| 1998      | Aloha Parade                                    | Host                                           |                                                                        |
| 1998      | NAACP ACT-SO Awards                             | Host                                           |                                                                        |
| 1996–2000 | Cosby                                           | Erica Lucas                                    | 94 afleveringen                                                        |
| 1997      | Jackie Brown                                    | Raynelle                                       |                                                                        |
| 1997      | Soul Train                                      | Host                                           | 2 afleveringen                                                         |
| 1996      | Waynehead                                       | Roz, Aki, Shavonne en anderen                  | 13 afleveringen (Stem)                                                 |
| 1996      | The Show                                        | Denise Everett                                 | 9 afleveringen                                                         |
| 1995      | On Our Own                                      | Scotti Decker                                  | 7 afleveringen                                                         |
| 1994–1995 | The John Larroquette Show                       | Sarah                                          | 2 afleveringen                                                         |
| 1994      | The Commish                                     | Grace Caldwell                                 | 1 aflevering                                                           |
| 1993      | Roc                                             | Darrelle                                       | 1 aflevering                                                           |
| 1992      | Quantum Leap                                    | Paula                                          | 1 aflevering                                                           |
| 1990–1994 | In Living Color                                 | Cast member                                    | 126 afleveringen                                                       |

- Gemeinsame Normdatei: 1209782863
- International Standard Name Identifier: 0000 0000 4237 7325
- Library of Congress Control Number: no99079784
- MusicBrainz: 6f4ea137-b122-4ffe-8813-87be8940a338
- Virtual International Authority File: 78419858